# Het ritueel
Het ritueel (Zweeds: Riten) is een film uit 1969 van de Zweedse regisseur Ingmar Bergman. De film werd gemaakt voor de Zweedse televisie.

## Verhaal
Een rechter ondervraagt drie acteurs in een onderzoek naar een pornografische voorstelling, waarvoor ze een boete kunnen krijgen. Hun relaties zijn gecompliceerd. Sebastian is een alcoholist met schulden die zijn voormalige partner heeft vermoord en nu een affaire heeft met diens weduwe Thea. Zij is een koppige en schijnbaar fragiele vrouw die tegenwoordig getrouwd is met Hans, de nieuwe partner van Sebastian. Hans is de leider van de groep. De rechter speelt in op hun onzekerheden. Wanneer ze uiteindelijk tijdens hun privégesprek de maskerade Het ritueel opvoeren, nemen ze wraak.

## Rolverdeling
| Acteur             | Personage |
| ------------------ | --------- |
| Ingmar Bergman     | Priester  |
| Gunnar Björnstrand | Hans      |
| Anders Ek          | Sebastian |
| Erik Hell          | Rechter   |
| Ingrid Thulin      | Thea      |